# Ulica Zabraniecka w Warszawie
Ulica Zabraniecka – ulica w warszawskiej dzielnicy Targówek.

## Opis
Ulica powstała około 1920 roku. 
Równolegle do ulicy biegnie linia kolejowa Warszawa Wschodnia−Rembertów, od której odchodzą bocznice. Na odcinku ul. Księżnej Anny do ul. Gwarków wzdłuż ulicy biegnie ścieżka rowerowa.

## Ważniejsze obiekty
- Warszawska Wytwórnia Energii
- Studia Cyfrowego Polsatu (ulica Łubinowa 4a)
- Główna Biblioteka Pracy i Zabezpieczenia Społecznego
- Zakład produkcyjny spółki Procter & Gamble